# Rāipur (ort i Bangladesh)
Rāipur är en ort i Bangladesh.   Den ligger i provinsen Chittagong, i den sydöstra delen av landet, 80 km söder om huvudstaden Dhaka. Rāipur ligger 13 meter över havet och antalet invånare är 64 652.
Terrängen runt Rāipur är mycket platt. Runt Rāipur är det mycket tätbefolkat, med 1 886 invånare per kvadratkilometer.. Rāipur är det största samhället i trakten.
Trakten runt Rāipur består huvudsakligen av våtmarker.